# Straubing Tigers
Straubing Tigers är ett professionellt ishockeylag i tyska Deutsche Eishockey Liga (DEL). De kommer ifrån Straubing, Tyskland , och de spelar sina hemmamatcher på Eisstadion am Pulverturm, som rymmer 5800 åskådare.
Laget blev uppflyttade till DEL under 2006 och har sedan det inte blivit än bättre tolfte i ligan, som beror till stor del av att laget har en av ligans minsta budgetar.
Klubbens färger är blått och vitt.